# Keti Davlianidze

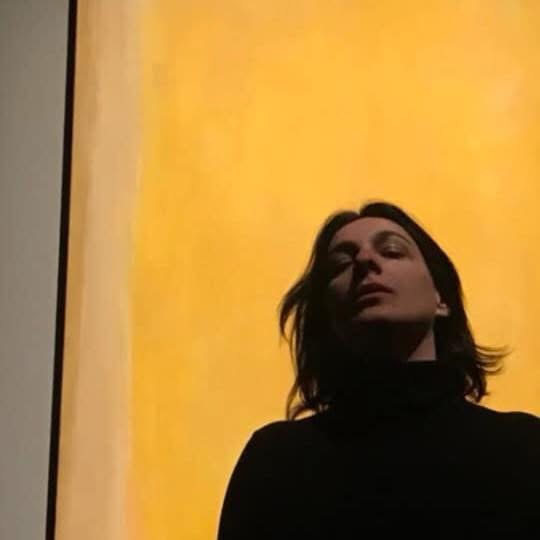
imagem de Keti Davlianidze

Ketevan Davlianidze (em georgiano:  ქეთევან დავლიანიძის) (nascida em 30 de agosto de 1976) é uma pintora georgiana.
Nascida em Tbilisi, Davlianidze formou-se na Academia de Artes do Estado de Tbilisi em 1999 e, desde então, tem mostrado trabalhos em várias exposições pela Geórgia. Ela tem laços com a Abkhazia e ganhou reconhecimento por uma exposição de pinturas com foco na região realizada no Museu de Belas Artes da Geórgia em 2019; o museu mantém uma série das suas obras na sua colecção permanente.